# Émile Hugot

Paul Charles Émile Hugot, né à Saint-Denis en 1904 et mort dans la même ville en 1993, est un homme d'affaires réunionnais qui a marqué l'industrie locale de la canne à sucre.

## Biographie

### Famille et jeunesse
Émile Hugot est le fils de Sophie Dureau et d'Anatole Hugot (1869-1946), un agent de change et homme d’affaires renommé qui dirigea également des usines sucrières. Il rachète l'usine sucrière de l'Éperon alors qu'Émile entre au lycée.
En 1920, Émile Hugot entre au lycée Saint-Louis, puis en 1922 il intègre l'École centrale des arts et manufactures de Paris (promotion 1926). Il rejoint ensuite l'armée : élève-officier à Poitiers, puis sous-lieutenant d’artillerie. Il devient chimiste de sucreries avant de rentrer à La Réunion en 1928. Il démarre comme ingénieur géomètre à la société hydro-électrique de La Réunion et étudie l'ingénierie du pompage d'eau dans la rivière des Marsouins. Puis il s'intéresse au sucre et se rapproche des affaires de son père. Il devient administrateur délégué de la Société Adam de Villiers en 1932, et dirige par la suite plusieurs usines sucrières : l'Éperon, Savannah, à Saint-Paul, ou encore l'usine de Grands-Bois à Saint-Pierre.

### Seconde Guerre mondiale
Au début de la Seconde Guerre mondiale, Émile Hugot est mobilisé en tant que commandant de la batterie d'artillerie de la pointe des Galets. Lors de la bataille de La Réunion, il résiste et fait tirer sur les Forces françaises libres[réf. souhaitée] . Durant les combats, il sera grièvement blessé dans un affrontement avec des résistants communistes . Après la reddition, il est transféré en Angleterre. À Londres, il est affecté à l'état-major général des FFL et participe à la campagne d'Alsace avant d'être envoyé sur le front des Alpes. Il est promu au grade de capitaine le 25 septembre puis déchargé le 28 septembre 1945.

### Après la guerre
Après la guerre, les usines de betterave de la métropole ayant subi les dégâts des affrontements, le sucre de canne réunionnais connait instantanément une très forte demande. Il est le PDG des Sucreries de Bourbon dès leur création en 1948 et reste à ce poste jusqu'en 1979. Il est le fondateur de la distillerie de Savanna.
Les nombreuses publications d'Émile Hugot sur les sucreries sont devenues des références mondiales dans ce domaine.

## Vie privée
Émile Hugot a eu six enfants avec Marie Noëmie Renée Jeanne Reydellet.

### Publications
- La Sucrerie de cannes, manuel de l'ingénieur, Paris, Dunod (Laval, impr. de Barnéoud frères), 1950. In-4 ̊ (275 x 195), XLII-821 p., fig., planche.
- La Sucrerie de cannes, 2e édition. Paris : Dunod, 1970. 26 cm, XXX-990 p., ill., dépl.
- La Sucrerie de cannes, 3e éd. Paris : Tec et Doc, 1987. 1 018 p. : ill. ; 24 cm.
- Le Centre  de Documentation Emile Hugot, Muséum Stella Matutina, Réunion.
- Témoins architecturaux et mécaniques de l'industrie sucrière à La Réunion.
- Bois Rouge - Une sucrerie réunionnaise - Bernard Leveneur-Sucrerie Bois Rouge.